# Gian Paolo Chiti
Gian Paolo Chiti (* 21. Januar 1939 in Rom) ist ein italienischer Komponist und Pianist. Bereits im Alter von 4 Jahren begann er mit dem Klavier- und Geigenspiel und es entstanden eigene Kompositionen. Er gab auch einige Konzerte, bevor er 10-jährig ins Conservatorio di Santa Cecilia in Rom, das berühmteste italienische Konservatorium, eintrat.
Seine wichtigsten Lehrer waren Arturo Bonucci, Carlo Zecchi und Arturo Benedetti Michelangeli (mit Privatunterricht und in Fortbildungskursen). Er gewann zahlreiche Wettbewerbe, darunter den von Treviso und den Busoni-Wettbewerb.
Chiti begann seine Karriere als Pianist sehr oft als Begleiter seiner Frau, einer bekannten Mezzosopranistin und Gründerin sowie Präsidentin der Stiftung Adkins Chiti „Donne in Musica“.
Er schrieb Stücke für zahlreiche Instrumentenkombinationen und auch elektronische Musik. Zu seinem Werkeverzeichnis gehören auch Partituren für Filme und Fernsehen. Seine Werke werden bei den bekanntesten Festivals in Italien und im Ausland aufgeführt, wie zum Beispiel beim Maggio Musicale Fiorentino, auf der Biennale in Venedig, dem Festival in Edinburgh, dem Lutoslawski-Festival in Polen, dem Cantiere Internazionale di Montepulciano, der Nuova Consonanza, den Incontri Musicali Romani, dem Chopin-Festival, dem Kirchenmusik-Festival in Chartres in Frankreich, am Teatro Nacional in Caracas in Venezuela und bei den öffentlichen Konzerten des Moskauer Konservatoriums. Von 1984 leitete Chiti die Abteilung für Komposition am Konservatorium Santa Cecilia in Rom. Außerdem ist er Mitglied der staatlichen italienischen Kommission für Tanz und Gastprofessor an verschiedenen italienischen und amerikanischen Universitäten.

## Chronologische Liste seiner Werke
Diese Liste enthält alle Konzertstücke, die von Gian Paolo Chiti komponiert wurden, einschließlich der Werke für Musikanfänger. Sie enthält keine Transkriptionen und Arrangements, ebenso nicht die  Film- und TV-Musiken.
- Zoological Garden (solo piano - young performers) (1951)
- O Sacrum Convivium (SATB chorus) (1958)
- Sestetto a fiato n° 1 (flute, clarinet, 2 bassoons, trumpet, trombone) (1954)
- Sestetto a fiato n° 2 (flute, 2 bassoons, 2 horns, trumpet in C) (1958)
- Quartetto per Archi (string quartet) (1959)
- Cinque preludi per pianoforte (1961)
- Suite per pianoforte n° 2 (1961)
- Tre mottetti per coro misto (SATB chorus) (1961)
- Per orchestra (for orchestra) (1962)
- Tre pezzi per pianoforte (1962)
- Concerto per orchestra d’archi (for string orchestra) (1963)
- Concerto per dieci strumenti/for ten instruments (flute, oboe, clarinet, horn, vibraphone, timpani, harp, violin, viola, violoncello) (1964)
- Due mottetti a cappella (SATB chorus) (1964)
- Inscription (solo flute) (1966)
- Nachtmusik (for strings) (1966)
- Serenade per cinque strumenti (flute, bass clarinet, viola, violoncello, piano) (1966)
- Divertimento n° 2  (flute, violin, viola, violoncello) (1967)
- Especially when the October wind (medium voice, piano)  (1967)
- Holy Sonnet of John Donne (medium voice, piano) (1967)
- Pilatus (contralto, tenor, organ) (1968)
- Ricercare ’70 (2 oboes, bassoon, 2 horns, strings)(1968)
- We lying by the Sea Sand (high voice, piano) (1968)
- Y Ara Dirè (two guitars) (1969)
- Conversation with myself (solo violin) (1969)
- Matrona Quaedam (chamber opera) (1969)
- Violin concerto (solo violin, orchestra) (1969)
- In Dateless Night (string quartet) (1970/1)
- Into my own (solo organ) (1971)
- Lebenslauf (clarinet, violin, viola, violoncello, piano) (1971)
- Sie erlischt (violin, piano) (1971)
- Yerma (ballet)  (1971)
- A Dylan Thomas (ballet) (1972)
- Andante (flute, bassoon, pianoforte) (1968)
- Divertimento (flute, violin, harpsichord) (1972)
- Elegia (flute, piano) (1972)
- Movements per pianoforte (1972)
- Breakers (four harps) (1973)
- El Icaro (solo harpsichord) (1973)
- Ottetto per 2 soprani, 2 contralti, 2 tenori, 2 bassi (for SATB/SATB) (1973)
- Rencontres (flute, strings) (1973)
- Spleen (treble and bass recorders, violoncello, piano) (1973)
- Dal profondo (clarinet, bassoon, piano) (1974)
- Prelude d’automne (flute, viola, harp)  (1975)
- Replay (2 flutes, 2 oboes, 2 bassoons, 2 horns) (1975)
- Shahed-B (oboe, harpsichord) (1975)
- Games Around the Six with Eleven (string orchestra) (1976)
- Persefone (solo flute, flute in G and flute in C) (1977)
- Piccola raccolta per organo (1978)
- Rondeau (solo flute) (1978)
- Anthem (solo violoncello) (1979)
- In Mind (solo guitar) (1979)
- Flutar (flute, harp) (1979)
- Pastorale (flute, harp) (1979)
- Preludio romantico (piano - young performers) (1979)
- Piccola suite per pianoforte (piano - young performers) (1980)
- Serenata (flute, oboe, bassoon) (1980)
- Around (solo guitar) (1981)
- Melodia (Bb clarinet, piano) (1981)
- Adieu adieu (wind quintet: flute, oboe, clarinet, and bassoon, horn) (1982)
- Rag prelude per pianoforte (1982)
- Retour (solo violin, viola and violoncello, string orchestra) (1982)
- Trivium (mezzo-soprano, string orchestra) (1983)
- Arion (solo guitar) (1983)
- In the Merry Month of May  (brass quintet: 2 trumpets, flugelhorn, horn, trombone, tuba) (1983)
- Kammerstück (clarinet, violoncello, trombone, piano) (1983)
- Konzertstück (orchestra) (1984)
- Per lontane vie per pianoforte (1985)
- Ground (piano four hands) (1985)
- Ipodyon (solo harp) (1985)
- Triplum (flute, violin, harpsichord) (1985)
- Wintermusik (flute, clarinet, violon, violoncello, piano) (1985)
- In Sogno (two flutes: doubling piccolo, flute, alto flute, bass flute and piano) (1986)
- Recordari (trumpet in C, organ) (1986)
- Tropi per chartres (alto saxophone, string quartet) (1996)
- Fogli d’album (Albumblätter) (solo guitar) (1987)
- Abendstucke per pianoforte (1989)
- Action (flute, oboe, clarinet, bassoon, 2 violins, viola, violoncello) (1990)
- European suite (solo guitar) (1990)
- Kinamama (two flutes, piano) (1990)
- Octopus Line  (flute, oboe, clarinet, 2 bassoons, horn, 2 trumpets, 2 trombones) (1990)
- Salve regina (mezzo-soprano, flute, oboe, clarinet, bassoon, strings) (1991)
- European Lieder Book (high voice, piano) (1992)
- Intermezzo  (violin, viola, violoncello) (1992)
- Arion suite per pianoforte (1993)
- Cahier des Reves (violin, violoncello, piano) (1993)
- Tre liriche su poesie di J. Basile (soprano, piano) (1993)
- Triple (flute, clarinet, bassoon) (1993)
- Concertino per sax tenore e otto violoncelli (tenor saxophone, cello octet) (1994)
- Sur les bois oubliés (solo viola) (1995)
- Rime (medium voice, viola, piano) (1998)
- Laudarium in onore della beata vergine Maria (SATB chorus, brass ensemble) (2000)
- Plexus (two bass flutes) (2001)
- Envers (orchestra) (2002)
- Extrême per pianoforte (2002)
- Seagulls per pianoforte (2002)
- En ecoutant la nuit (string quartet) (2003)
- L’età dell’ombra (clarinet, viola, piano) (2003)
- Burlesque (solo tenor saxophone) (2005)
- Capriccio (Bb clarinet) (2005)
- Counterpoint in F (Bb clarinet, tenor saxophone) (2005)
- Prelude (alto saxophone, piano) (2005)
- Two liturgical pieces (organ) (2005)